# Нижнекисляйское городское поселение
Нижнекисляйское городское поселение — муниципальное образование Бутурлиновского района Воронежской области России.
Административный центр — посёлок Нижний Кисляй.

## География
Площадь территории городского поселения — 141,33 км².
Границы поселения установлены законом Воронежской области от 15.10.2004 года № 63-ОЗ. Нижнекисляйское городское поселение граничит на севере с Бобровским муниципальным районом, на северо-востоке граничит с Карайчевским сельским поселением, на востоке граничит с Козловским сельским поселением, на юге с землями гослесфонда Бутурлиновского муниципального района, на юго-западе граничит с Павловским муниципальным районом, на западе граничит с Бобровским муниципальным районом.

## Население
| 2010  | 2011  | 2012  | 2013  | 2014  | 2015  | 2016  | 2017  | 2018  |
| ----- | ----- | ----- | ----- | ----- | ----- | ----- | ----- | ----- |
| 4318  | ↘3959 | ↗4184 | ↘4111 | ↘3957 | ↘3874 | ↘3764 | ↘3702 | ↘3626 |
| 2019  | 2020  | 2021  |       |       |       |       |       |       |
| ↘3533 | ↘3507 | ↘3388 |       |       |       |       |       |       |

## Административное деление
Состав поселения:
- посёлок Нижний Кисляй,
- посёлок Комсомольский,
- посёлок Малый Кисляй,
- хутор Рахмановка.